# Prawa pasażera
Prawa pasażera — zagwarantowane aktem prawnym rangi ustawowej niezbywalne prawa przysługujące pasażerom środków komunikacji zbiorowej, których podróż ma jakikolwiek związek z terytorium danego państwa albo organizacji ponadnarodowej. Celem tych praw jest ochrona podstawowych interesów pasażerów w przypadku niedogodności spotykających ich w przypadku zakłócenia ich planu podróży. 
Najważniejsze z nich to: prawo do opieki, prawo do zmiany planu podróży lub rezygnacji z niej za zwrotem pełnego kosztu biletu.
Prawa pasażera w transporcie lotniczym określone są przepisami prawa:
- międzynarodowego:
  - konwencja o ujednoliceniu niektórych prawideł dotyczących międzynarodowego przewozu lotniczego, sporządzona w Montrealu dnia 28 maja 1999 r. (Dz.U. z 2007 r. nr 37, poz. 235);
- wspólnotowego:
  - rozporządzenie (WE) nr 261/2004 Parlamentu Europejskiego i Rady z dnia 11 lutego 2004 r. ustanawiającego wspólne zasady odszkodowania i pomocy dla pasażerów w przypadku odmowy przyjęcia na pokład albo odwołania lub dużego opóźnienia lotów, uchylającego rozporządzenie (EWG) nr 295/91 (Dz.Urz. WE L 46 z 17 lutego 2004 r., s.1)[1];
  - rozporządzenia (WE) nr 2111/2005 Parlamentu Europejskiego i Rady z dnia 14 grudnia 2005 r. w sprawie ustanowienia wspólnotowego wykazu przewoźników lotniczych podlegających zakazowi wykonywania przewozów w ramach Wspólnoty i informowania pasażerów korzystających z transportu lotniczego o tożsamości przewoźnika lotniczego wykonującego przewóz oraz uchylające art. 9 dyrektywy 2004/36/WE (Dz.Urz. WE L 344 z dn. 27 grudnia 2005 r., s.15)[2];
  - rozporządzenia (WE) nr 1107/2006 Parlamentu Europejskiego i Rady z dnia 5 lipca 2006 r. w sprawie praw osób niepełnosprawnych oraz osób o ograniczonej sprawności ruchowej podróżujących drogą lotniczą (Dz.Urz. WE L 204 z dn. 26 lipca 2006 r., s.1)[3].

## Transport kolejowy

### Unia Europejska
Pasażerowie pociągów w Unii Europejskiej są uprawnieni do zwrotu 25% ceny biletu w przypadku opóźnień wynoszących od 60 do 119 minut. Opóźnienie wynoszące 120 minut lub więcej uprawnia ich do zwrotu 50% ceny biletu.

### Wielka Brytania
Jeśli pasażer dotrze do celu z opóźnieniem 60 minut lub większym, przysługuje mu co najmniej 50% zwrotu ceny biletu za daną część podróży (lub więcej, zgodnie z polityką przewoźnika), niezależnie od winy przewoźnika.

## Transport lotniczy

### Unia Europejska
Pasażerowie korzystający z usług linii lotniczych na terenie Unii Europejskiej są objęci ochroną wynikającą z Rozporządzenia (WE) nr 261/2004 Parlamentu Europejskiego i Rady z dnia 11 lutego 2004 r. Przepisy te ustanawiają zasady odszkodowań i pomocy dla pasażerów w przypadku odmowy przyjęcia na pokład, odwołania lub znacznego opóźnienia lotów. Prawo to ma zastosowanie do wszystkich lotów rozpoczynających się na terytorium państw członkowskich UE oraz lotów kończących się w UE, o ile są obsługiwane przez przewoźników zarejestrowanych na terenie Unii.
Pasażerom przysługuje odszkodowanie w wysokości do 600 EUR, w zależności od długości trasy oraz czasu opóźnienia. Dodatkowo, w przypadku opóźnienia przekraczającego pięć godzin, pasażer ma prawo do rezygnacji z podróży i uzyskania pełnego zwrotu kosztów biletu. Rozporządzenie zapewnia także prawo do opieki – obejmuje ono posiłki, napoje, środki komunikacji (dwie rozmowy telefoniczne, faks lub e-mail), a w razie konieczności nocleg oraz transport pomiędzy lotniskiem a hotelem.
Szczególna ochrona przysługuje pasażerom, którym odmówiono wejścia na pokład z powodu tzw. overbookingu, czyli sprzedaży większej liczby biletów niż dostępnych miejsc. W takim przypadku pasażerowie mają prawo do rekompensaty finansowej oraz do zmiany trasy lub zwrotu kosztów. Przewoźnicy są także zobowiązani do informowania pasażerów o przysługujących im prawach na każdym etapie podróży, w tym w punktach odprawy na lotniskach.

### Kanada
Prawa pasażerów linii lotniczych w Kanadzie regulowane są przez Air Passenger Protection Regulations (APPR), wprowadzone przez Canadian Transportation Agency w 2019 roku. Przepisy te mają na celu zapewnienie minimalnych standardów obsługi pasażerów na lotach z, do oraz wewnątrz Kanady, bez względu na obywatelstwo podróżnego czy pochodzenie przewoźnika. W ramach regulacji pasażerowie mają prawo do odszkodowania za opóźnienia i odwołania lotów z winy przewoźnika (do 1000 CAD), a także za odmowę wejścia na pokład z powodu overbookingu (do 2400 CAD). Przepisy gwarantują również dostęp do podstawowej opieki (posiłki, napoje, noclegi) podczas długich opóźnień oraz ochronę w przypadku zagubienia lub uszkodzenia bagażu. Ponadto przewoźnicy zobowiązani są do bezpłatnego zapewnienia wspólnego siedzenia rodzinom podróżującym z dziećmi oraz odpowiedzi na reklamacje pasażerów w ciągu 30 dni.